# Орский трамвай
О́рский трамва́й — трамвайная система, открытая в городе Орске в 1948 году. Одна из двух трамвайных систем (ещё одна в Новотроицке) в Оренбургской области.

## История
- 1930-е годы — центральные власти начинают говаривать о том, что в Орске необходимо наладить трамвайное движение[2]
- 1936 — Данил Сулимов подписал постановление № 1666 «О генеральном проекте планировки Нового гор. Орска», в котором говорится, что поначалу перевозить орчан по сильно разбросанному городу будет автобус, но на будущее следует предусмотреть строительство трамвайных линий[2]
- 1940 — в Орске начинается строительство первых линий[2]
- 18 июня 1941 — горсовет, разъярённый тем, что происходит это слишком медленно, загоняет на стройку (впрочем, строятся не только трамвайные пути, но и автомобильные дороги) ещё две сотни человек, для них быстро создают общежитие с минимальным набором удобств (койки, бочки для воды, кипятильники) и набирается инструмент: 150 лопат, 50 тачек, 40 носилок. В помощь людям направляются 50 лошадей. Но этот отчаянный рывок не позволяет закончить работы быстрее. Начинается война, становится не до трамвая. Строительство консервируется.[2]
- Май 1945 — Совнарком СССР принял решение о развитии в городе Орске трамвайного сообщения[3]
- 5 декабря 1948 — вышел первый трамвайный вагон типа «М» по маршруту «СоцГород — Никель», в трамвайном парке было всего 6 вагонов. За первый год перевезли около 4 миллионов пассажиров. В коллективе было 100 человек, с этого момента началось развитие трамвая в Орске.[3]
- 20 декабря 1949 — запущен ещё один трамвайный маршрут от нынешней Комсомольской площади до тарного завода (район ЮУМЗ) и до поселка ТЭЦ и Нефтехимиков.[4]
- 1950 — открыт ещё один маршрут[3]
- Ноябрь 1952 — построена трамвайная линия от улицы Строителей до реки Урал.[4]
- 1953 — по Орску бегает уже 12 поездов. Трамваи развозят орчан по 4 маршрутам: 1 — из Соцгорода на Никель; 2 — из Соцгорода на Крекинг (нынешний ОНОС); 3 — с Никеля в Старый город; и 4 — из Соцгорода (то есть Нового города) в Старый.[2]
- 7 ноября 1954 — начато регулярное трамвайное движение через Урал в район Старого города до городского сада по деревянному мосту.[4]
- 1955 — открыта вторая колея по всем маршрутам. Количество ПС: 35 единиц, протяжённость путей: 23, 6 км.[4]
- 6 ноября 1955 — открыто движение по вторым трамвайным путям по проспекту имени Сталина и Ленина.[4]
- 31 декабря 1957 — было осуществлено продление трамвайной линии от улицы Нефтяников до поселка Местных Советов (район нового города севернее улицы Тбилисской).[4]
- 5 ноября 1961 — трамвайное движение через реку Урал было перенесено на железобетонный мост который соединил старый и новый город взамен деревянного моста.[4]
- 1961 — открылся маршрут «Комсомольская площадь — Васнецова»[4]
- Июль 1962 — были проложены трамвайные пути по улице Краматорской от площади Шевченко оканчивающиеся кольцом на площади Васнецова[4]
- Май 1964 — были проложены трамвайные пути по улице Краматорской от площади Шевченко оканчивающиеся кольцом на площади Васнецова.[4]
- 1964 — ул. Васнецова — проспект Мира[4]
- 1 сентября 1967 — открыта трамвайная линия от сада Малишевского до железнодорожной станции Орск.[4]
- 7 января 1971 — трамвайное управление награждено орденом «Знак почёта» за достигнутые успехи и выполнение планов[4]
- Июнь 1971 — открыта новая трамвайная линия на микрорайон 240-й квартал с продлением трамвайного маршрута № 1.[4]
- 1976 — были исключены последние трамвайные вагоны КТМ / КТП-1.[4]
- 1977 — продлена трамвайная линия по проспекту мира до микрорайона 3С.[4]
- Ноябрь 1978 — открыта трамвайная линия от пр. Никельщиков до завода СинтезСпирт длиною 5,6 КМ.[4]
- 1980 — открыто трамвайное депо № 2.[4]
- 12 декабря 1985 — открыта изолированная трамвайная линия в поселке ОЗТП протяженностью 13,3 КМ. С самостоятельным диспетчерским пунктом.[4]
- 1989 — на базе предприятия создается один из первых кооперативов. Называется он (почему-то) «Тайм», оказывает услуги по ремонту электрооборудования и самому предприятию, и частным лицам.[4]
- 1992—1993 — пополнение 10 вагонами нового образца[4]

1996 — в городской администрации обсуждается вопрос сохранения Орского трамвая. Первый заместитель главы делает мрачный прогноз:
«— В настоящее время чрезвычайно осложнилось положение с работой трамваев в Орске, которыми перевозится свыше 70 % населения… Основной причиной является неудовлетворительное финансирование. При потребности на год 54 млрд руб. бюджетом предусмотрено 20 млрд. Из имеющегося 171 вагона 66 требуют ремонта, в том числе 26 — капитального. По этой причине эксплуатация 20 вагонов остановлена. 35 вагонов эксплуатируются более 15 лет (с 1979 года). Трамвайные пути находятся в аварийном состоянии: балльность превышает допустимые нормы в 6,1 раз, имеются сходы трамваев с рельсов. Скорость движения на отдельных участках ограничена до 5 км/ч, перевозка пассажиров стала далеко не безопасной».
Анатолий Измайлов, первый заместитель главы администрации Орска
- 1 сентября 2003 г. — в посёлке ОЗТП в 18 час. 58 мин. произошла остановка трамвайного движения, которое не возобновилось и утром 2 сентября.

По этой причине многочисленные жители одного из самых отдаленных районов города были вынуждены добираться на работу пешком или на маршрутках, в которые в часы пик попасть не так-то просто. Как выяснилось, вечером 1 сентября двое неизвестных пытались похитить кабель, который накануне восстанавливали работники трамвайного управления № 2. При попытке вынуть кабель из земли произошло короткое замыкание, которое привело к отключению 18 и 20 подстанций и выведению кабеля из строя. Испугавшись, преступники скрылись и, к сожалению, пока не найдены. По словам директора трамвайного управления № 2, всю прошлую ночь специалисты вели работы по восстановлению кабеля, но безрезультатно. По-видимому, где-то имеются дополнительные повреждения. Для того чтобы их обнаружить, обратились за помощью в ОТУ-1. При успешном завершении работ трамвайное движение в поселке ОЗТП возобновится сегодня утром. Замершие в середине своего пути трамваи были отбуксированы трактором, к ним приставлена охрана.
- 2005 — депо присоединяет автобусный парк[3]

- 2006 — закрытие депо «Синтез»[4]
- 2007 — предприятие переименовывается в Муниципальное Унитарное предприятие «Пассажирская транспортная компания Орскгортранс»[4]
- 24 августа 2007 — трамвайные пути от Советской до пл. Гагарина перенесены на правую часть[4]
- 2008 — закрытие депо «ОЗТП»[4]
- 30 октября 2008 — соединена линия депо ОЗТП с основной линии[4]
- 25 октября 2018 — угроза отключения электроэнергии за долги, которую удалось избежать[5]
- 1 января 2019 — меняется схема движения маршрутов № 3, 4, 5[2]
- Январь 2019 — закрываются маршруты № 1 «А», 4[4]
- 23 марта 2019 — открывается новый маршрут № 5 «А»[4]
- 1 апреля 2020 — закрыта линия в депо «ОЗТП» и маршрут № 5[4]
- 17 ноября 2021 — создана петиция «Сохраним Орский трамвай!»[6]
- 06 апреля 2024 года — трамвайное движение было нарушено от площади Гагарина до станций Никель и Орск из-за наводнения. 13 апреля было возобновлено движение на станцию Никель, а 10 июля после продолжительного ремонта с заменой 12 опор и ремонта путей было возобновлено движение до кольца Старого города (Улица Краснознамённая).
- 01 июня - восстановлено движение до ж/д станции Орск.

## Маршруты
- Действующие маршруты

| №     | Схема движения                                    | Режим работы                | Режим работы  | Примечание |
| №     | Схема движения                                    | Будни                       | Выходные      | Примечание |
| ----- | ------------------------------------------------- | --------------------------- | ------------- | --- |
| 1     | 240 квартал — «Авангард» — Станция Никель         | 05:24 — 10:40 14:16 — 21:06 | 06:00 — 18:28 | |
| 2     | ЦМК — 2-й участок — Станция Никель                | 05:37 - 21:27               | 05:37 — 21:27 | С 05:37 до 06:30 — часть рейсов осуществляется по трассе: Кинотеатр «Мир» — «Авангард» — пр. Мира — 2-й участок — ЦМК Рейс с ЦМК на 19:15 выполняется по трассе: ЦМК — 2-й участок — пр. Мира — «Авангард» — Кинотеатр «Мир» |
| 3     | Елшанка (3С) — 2-й участок — Станция Орск         | 05:27 — 21:31               | 05:27 — 21:31 | |
| 5 «А» | 240 квартал — 2-й участок — Улица Краснознамённая | 05:36 - 21:46               | 05:36 - 21:46 | |
| 7     | 240 квартал — Кинотеатр «Мир» — ЦМК               | 06:12 − 08:02 16:00 — 17:54 | не работает   | |
| 8     | Елшанка (3С) — Кинотеатр «Мир» — ЦМК              | 06:01 — 07:45 15:52 — 17:45 | не работает   | |

## Отменённые маршруты
- Основные маршруты

- 3 Елшанка — 2-й участок — Станция Никель
- 4 Елшанка — «Авангард» — Станция Орск

- 5 ОЗТП — «Авангард» — 2-й участок — ОЗТП
- 5 240 квартал — 2-й участок — ОЗТП
- Дополнительные маршруты
- 1 «А» 240 квартал — «Авангард» — 2-й участок — 240 квартал
- 4 «А» Елшанка (3С) — «Авангард» — 2-й участок — Елшанка (3С)

## Ранее действовавшие маршруты[7]
- 1 Станция Никель — «Авангард» — 240 квартал
- 2 Станция Никель — 2-й участок — ЦМК
- 3 240 квартал — 2-й участок — «Авангард» — ЦМК — 240 квартал
- 4 Елшанка (3С) — «Авангард» — улица Краснознамённая
- 5 Станция Орск — «Авангард» — 2-й участок — Станция Орск
- 6 Депо № 2 — «Авангард» — 2-й участок — Депо № 2 (Синтез)
- 7 240 квартал — Кинотеатр «Мир» — ЦМК
- 8 Елшанка (3С) — Кинотеатр «Мир» — ЦМК
- 11 240 квартал — 2-й участок — станция Никель — «Авангард» — 240 квартал
- 14 Елшанка (3С) — «Авангард» — станция Никель — 2-й участок — Елшанка (3С)
- 15 240 квартал — «Авангард» — станция Орск — 2-й участок — 240 квартал
- 21 240 квартал — пр. Мира — 2 участок — ЦМК ЮУМЗ — 2 участок — пр. Мира — «Авангард» — 240 квартал (по будням в часы пик)
- 24 ЦМК — 2-й участок — станция Никель — 2-й участок — ЦМК
- 45 Елшанка (3С) — 2-й участок — станция Орск — «Авангард» — Елшанка (3С)
- А Проспект Мира — «Авангард» — 2-й участок — Проспект Мира
- Линия ОТУ-2 Южная конечная — Депо № 3 (ОЗТП)

## Подвижной состав[4]
26 августа 2016 в город прибыл первый модернизованный из Челябинска, бортовой номер получил 012.
11 ноября 2016 года прибыл второй модернизованный из Челябинска, бортовой номер получил 013.
16 декабря 2016 года прибыл третий модернизованный из Челябинска, бортовой номер на момент записи отсутствует, 27 декабря выехал в рейс, бортовой номер получил 014.
24 января 2017 года прибыли первые два вагона 71-608КМ подаренных Москвой городу Орску.
11 февраля 2017 прибыли ещё два вагона 71-608КМ
13 февраля 2017 прибыли ещё два 71-608КМ из Москвы
4 марта 2017 прибыло два ЛМ-99АЭ из Москвы
16 марта 2017 прибыло ещё два вагона ЛМ-99АЭ из Москвы
15 июля 2017 прибыло ещё два вагона ЛМ-99АЭ из Москвы
5 декабря 2017 года вышел в рейс первый ЛМ-99АЭ с бортовым номером 075
9 мая 2019 года вышел в рейс второй ЛМ-99АЭ с бортовым номером 077
В 2019 году закончена резка трамвайных вагонов с бывшего депо «ОЗТП»

## Эксплуатирующиеся модели[4]
- 71-605 - 30 вагонов
- 71-605А - 2 вагона
- 71-608КМ - 7 вагонов